# 種子島経
種子島 経（たねがしま おさむ、1935年〈昭和10年〉10月17日 - ）は、日本の実業家。元BMW東京社長。「日本教育再生機構」代表委員。教科書改善の会賛同者。元新しい歴史教科書をつくる会会長。

## 経歴

### 略歴
- 1954年（昭和29年）3月　九州学院高校卒業
- 1954年（昭和29年）4月　東京大学教養学部文科二類入学
- 1958年（昭和33年）3月　東京大学教育学部卒業
- 1960年（昭和35年）3月　東京大学法学部卒業
- 1960年（昭和35年）4月　川崎航空機工業（現川崎重工業）に入社。明石工場勤労部教育課に配属
- 1965年（昭和40年）7月　本社輸出部単車課
- 1966年（昭和41年）1月　アメリカ・シカゴ駐在員。ロサンゼルスに移り販売網構築
- 1969年（昭和44年）12月 帰国。明石工場技術部でカワサキ・Z1開発に携わる
- 1976年（昭和51年）　西ドイツにカワサキモトレーンGmbH社長として赴任
- 1980年（昭和55年）9月　帰国
- 1981年（昭和56年）　川崎重工業単車事業本部輸出部長。後にカワサキオートバイ販売取締役販売推進部長
- 1983年（昭和58年）8月　BMW JAPANモーターサイクル部長
- 1986年（昭和61年）2月　代理店営業本部長
- 1986年（昭和61年）4月　常務取締役代理店営業本部長
- 1992年（平成4年）10月 常務取締役サービス本部長
- 1993年（平成5年）7月　BMW東京社長
- 1996年（平成8年）12月 退任。特別顧問に（～1997年（平成9年）12月）
- 1998年（平成10年）　フォルクスワーゲングループジャパン特別顧問（～2001年（平成13年））
- 1999年（平成11年）3月　新しい歴史教科書をつくる会理事
- 2001年（平成13年）10月　新しい歴史教科書をつくる会副会長（～2005年（平成17年）9月）
- 2006年（平成18年）2月　新しい歴史教科書をつくる会会長
- 2006年（平成18年）4月　新しい歴史教科書をつくる会会長および全役職を辞任
- 2006年（平成18年）10月　日本教育再生機構代表委員
- 2007年（平成19年）　兵庫県明石市に隠居

### つくる会会長就任…藤岡信勝らとの決別
実業界から退いた後、東大の同級生で当時、新しい歴史教科書をつくる会の会長だった西尾幹二から「財務を見てくれ」と頼まれ、1999年（平成11年）3月に理事に就任、一時は副会長を務めた。日露戦争について研究し、著書『くたばれ!リストラ―日露戦争に学ぶ経営・人生』を出版したり、学会に呼ばれるなどした。
明石への隠居を決めていた2006年（平成18年）2月、つくる会の内紛で八木秀次が会長を解任されたあおりで、会長に担ぎ出された。しかし西尾や藤岡が八木を追及する動きを強めたことから見切りをつけ、2006年（平成18年）4月、八木らとともに辞任した。辞任のあいさつ文で「私は、日本では日本人、アメリカではアメリカ人、ドイツではドイツ人をマネージして、40年間、ビジネスを展開して参りました。だが、『つくる会』の理事諸侯の一部に関してはマネージ不能であったことを遺憾とします。彼等は、ルールを守る、ボスの方針に従う、などの国際基準を全く無視しますので、マネージできないし、彼等との仕事は、賽の河原で石を積む子供たちのような空しさの繰り返しにしかならないのです」などと藤岡らを批判した。
内紛の内幕について「狂乱の春―「つくる会」会長職2ヶ月」という文章を発表。藤岡について「ガリレオ・ガリレイ以前の天動説論者、自分が宇宙の中心で、その周りを万物が回ると思い込んでいる。自分以外のルールなど一切認めず、すべては自分のため、と考え、それを邪魔しそうな者に対しては全身全霊で呪いを吹っかけて、抹消し去ろうとする」と指摘。
現在、八木らが設立した日本教育再生機構の代表委員を務めている。

## 著書
- 『モーターサイクルサムアメリカを行く』ダイヤモンドータイム社〈President books〉、1976年。
- 『カワサキZ-1開発物語　New York steak story』グランプリ出版、1986年1月。ISBN 4-906189-39-3。
- 『異色のライダー清原明彦物語』グランプリ出版、1986年11月。ISBN 4-906189-52-0。
- 『Z1開発物語　New York steak story モーターサイクルサムアメリカを行く』ライダースクラブ、1990年8月。ISBN 4-87099-038-5。
- 『外資系の強さを日本企業で生かす82のポイント　デフレで威力を発揮する攻撃型マネジメント』第二海援隊、1999年5月。ISBN 4-925041-38-X。
- 『くたばれ！リストラ　日露戦争に学ぶ経営・人生』ミルトス、2002年7月。ISBN 4-89586-024-8。
- 『チャレンジ！わが人生』ミルトス、2005年9月。ISBN 4-89586-026-4。